# Yang Qian (Sportschützin)
Yang Qian (chinesisch 杨倩; * 10. Juli 2000 in Ningbo) ist eine chinesische Sportschützin.

## Erfolge
Yang Qian nahm an den Olympischen Spielen 2020 in Tokio teil, bei denen sie mit dem Luftgewehr antrat. Sie qualifizierte sich als Sechste mit 628,7 Punkten für das Finale, in dem sie 251,8 Punkte erzielte. Mit dieser Punktzahl ließ sie die gesamte Konkurrenz inklusive der zweitplatzierten Russin Anastassija Galaschina und der drittplatzierten Nina Christen aus der Schweiz hinter sich und gewann als Olympiasiegerin die Goldmedaille. Sie trat außerdem mit Yang Haoran in der Mixedkonkurrenz an und gewann mit ihm sämtliche Qualifikationsrunden. Im Finalduell gegen die US-Amerikaner Mary Tucker und Lucas Kozeniesky setzten sie sich schließlich mit 17:13 durch, womit Yang Qian ihre zweite Goldmedaille bei den Spielen gewann.
Bereits 2019 wurde Yang mit dem Luftgewehr im Einzel in Doha Asienmeisterin und gewann im Mixed-Wettbewerb die Silbermedaille.